# Zbór Ewangelicznych Chrześcijan w Duchu Apostolskim
Zbór Ewangelicznych Chrześcijan w Duchu Apostolskim – protestancka wspólnota, wyznająca teologię Jedności Bóstwa. Swe początki wywodzi ze zboru w Stradeczu koło Brześcia, złożonym w 1911 roku. Wspólnota zarejestrowana została 26 czerwca 1990 roku w rejestrze Kościołów i innych związków wyznaniowych w dziale A, pod numerem 45. W 2011 roku liczbę członków zboru szacowano na 50 osób. Osobą kierującą jest Przewodniczący Zboru Gennadij Lipiniuk.

## Dane teleadresowe
Zbór Ewangelicznych Chrześcijan w Duchu Apostolskim
ul. Krzemowa 8
19-300 Ełk